# Ai qing bai pi shu
Ai qing bai pi shu (titolo internazionale Tomorrow) è una serie televisiva taiwanese andata in onda nel 2002 sul canale televisivo CTV, conosciuta anche con il nome ufficioso inglese The Love Book. La serie è ripresa dal manga giapponese Asunaro Hakusho, di Saimon Fumi.

## Trama
La trama di Tomorrow si espande per un lasso di tempo di 8 anni, durante i quali si sviluppano situazioni di amore ed amicizia tra i personaggi. La storia narra di un'atleta della scuola superiore, Yuan Cheng Mei (Rainie Yang), che si infortuna durante un allenamento scolastico. Proprio mentre si fa male, viene soccorsa da uno straniero che non aveva mai visto, Ou Yang Gua Ju (Shawn Yue), e da lì i due iniziano a conoscersi ed a sviluppare una storia d'amore.

## Cast
- Rainie Yang: Yuan Cheng Mei
- Shawn Yue: Ou Yang Gua Ju
- Eddie Peng: Qu Shou Zhi
- Christine Fan: Ji Xing Hua
- Raymond Li: Zhao Song Gang
- Sunnie Huang: Xiao Rou
- Jiang Zu Ping